# Ferrari 166 MM/53 Abarth Spyder
De Ferrari 166 MM/53 Abarth Spyder was een auto van Ferrari met Abarth als carrosseriebouwer. Er werd één exemplaar van het type gebouwd.

## Geschiedenis
In 1953 werd een auto met het chassis van een Ferrari 166 MM en de carrosserie van Vignale geleverd aan racecoureur Giulio Musitella van het team Scuderia Guastalla. Hij was echter niet tevreden over het gewicht van de auto en ging naar Abarth, waar hij om een andere carrosserie vroeg. Carlo Abarths carrosserie bestond uit aluminiumplaten die gemakkelijk waren te vervangen. In totaal woog de Abarth Spyder 275 kilogram lichter dan de auto met de carrosserie van Vignale.
De eerste race waar de auto aan deelnam was de Targa Florio van 1953. Musitella won in de Ferrari in zijn klasse. In datzelfde jaar wonnen Musitella en Eugenio Castellotti met de 166 MM/53 Abarth Spyder ook het eindklassement van de 10 uur van Messina. In 1954 eindigde Musitelli tweede in het eindklassement van de Grand Prix van Rio de Janeiro. Aan het einde van zijn eerste seizoen werd de motor vervangen door een drie liter V12, die standaard was in een Ferrari 166 MM. Ook werd de carrosserie van Abarth door een carrosserie van Scaglietti vervangen. Vervolgens behaalde Musitelli nog een keer de tweede plaats bij een Grand Prix; ditmaal bij de Grand Prix van Napels. Musitella behaalde echter een slecht resultaat tijdens de Mille Miglia van 1954 en na nog enkele races werd de Ferrari aan de Amerikaan Luigi Chinetti verkocht, die de auto in 1955 vervolgens doorverkocht aan Gary Laughlin. Minder dan een jaar later kocht Lorin McMullen de auto.
Aan het begin van de 21e eeuw werd de auto — die inmiddels een andere eigenaar had — gerestaureerd en in haar oorspronkelijke staat, met de carrosserie van Abarth, teruggebracht. De gerestaureerde auto werd getoond tijdens een autoshow van EyesOn Design in 2004 en in datzelfde jaar verkocht op een veiling voor $847.000.